# Luisant
Luisant is een gemeente in het Franse departement Eure-et-Loir (regio Centre-Val de Loire). De gemeente telde 6.818 inwoners op 1 januari 2022. De plaats maakt deel uit van het arrondissement Chartres.
Luisant is een zuidelijke voorstad van Chartres, gelegen tussen de ringweg N123 in het zuiden en de Eure in het oosten.

## Geografie
De oppervlakte van Luisant bedroeg op 1 januari 2022 4,43 vierkante kilometer; de bevolkingsdichtheid was toen 1.539,1 inwoners per km².
De Cavée stroomt van west naar oost door de gemeente om uit de monden in de Eure. Het oosten van de gemeente ligt in de vallei van de Eure.
De onderstaande kaart toont de ligging van Luisant met de belangrijkste infrastructuur en aangrenzende gemeenten.

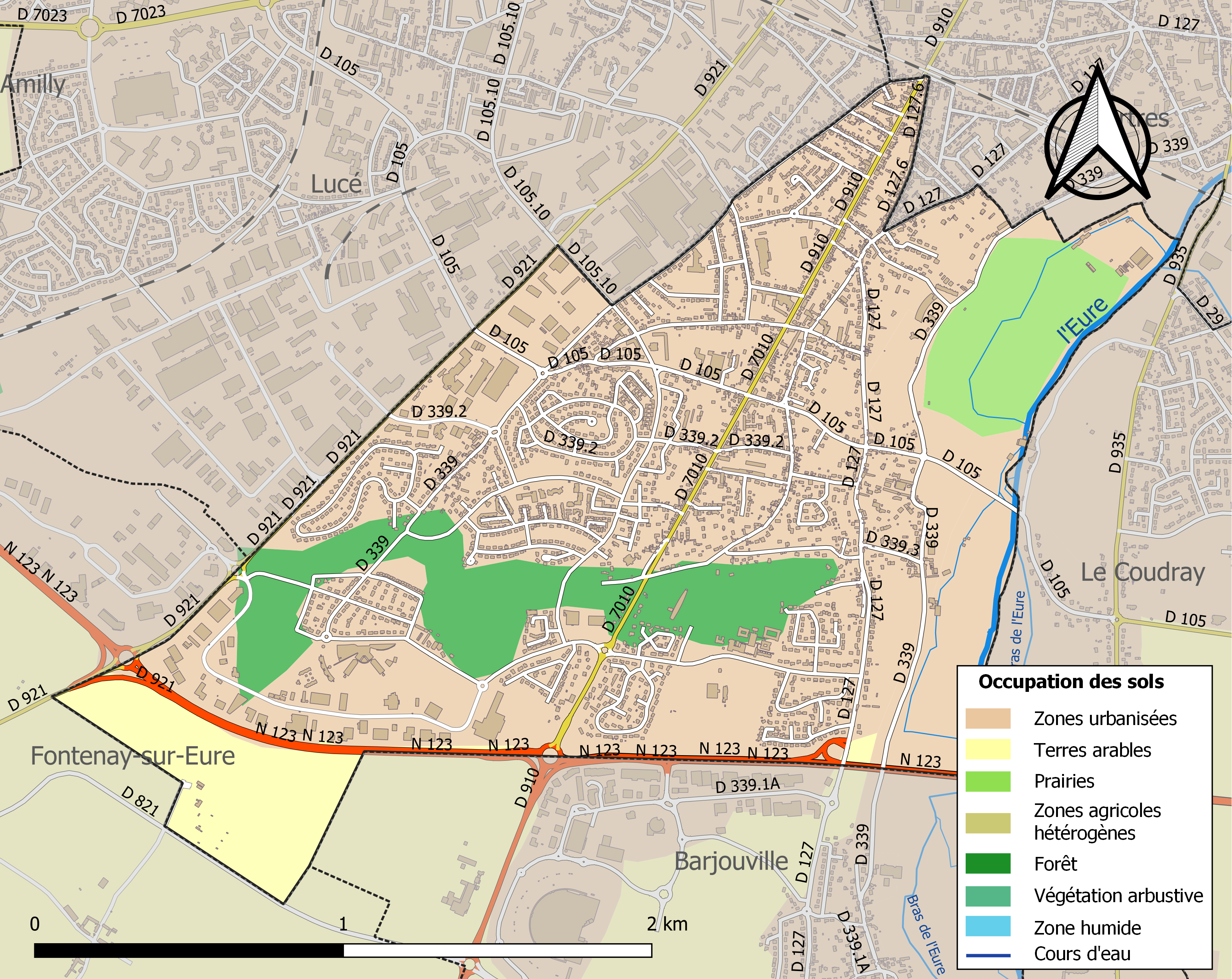

## Demografie
In 1830 telde de gemeente ongeveer 700 inwoners. Onderstaande figuur toont het verloop van het inwonertal (bron: INSEE-tellingen).

## Geschiedenis

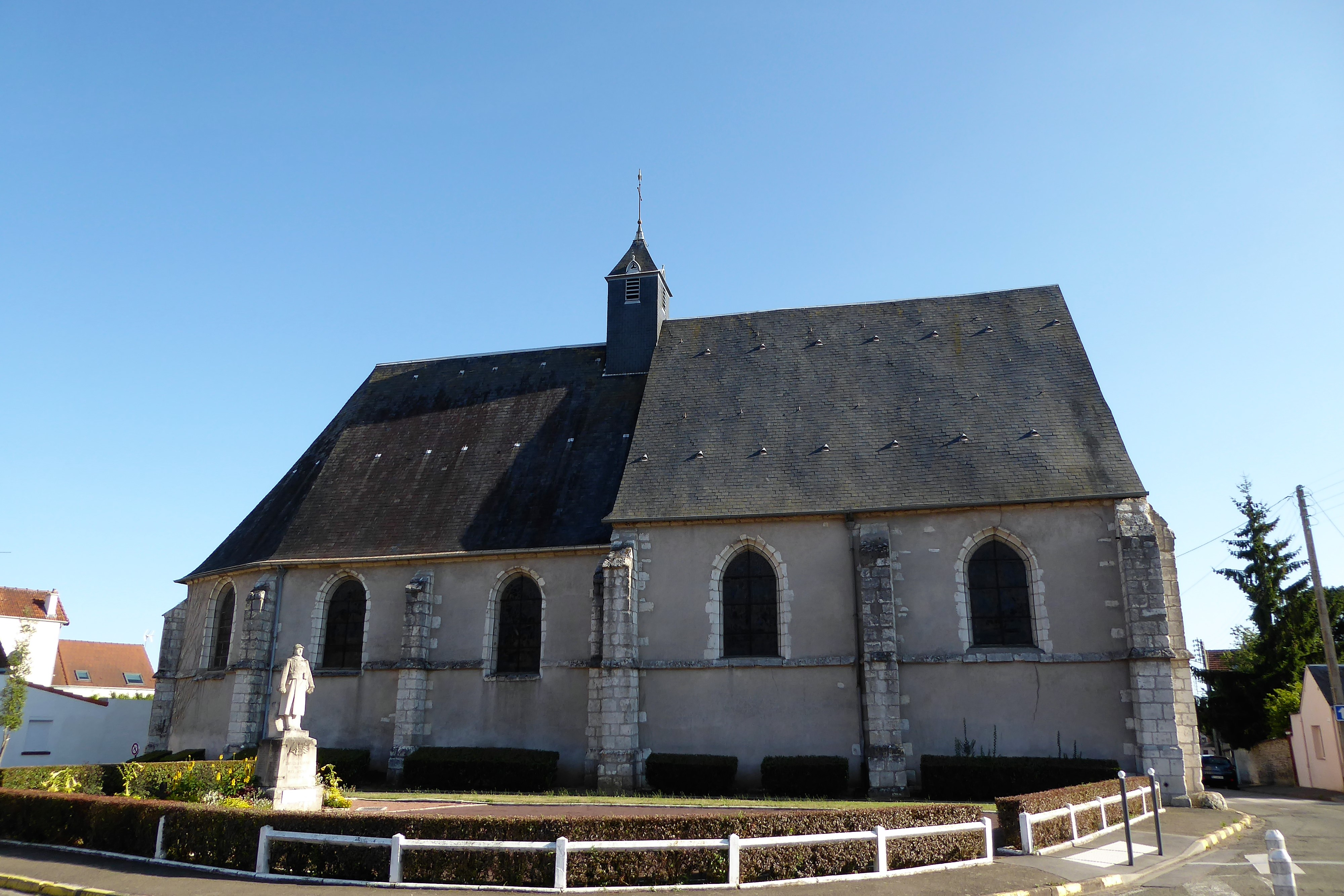
Kerk Saint-Laumer met ervoor het monument voor de gesneuvelden

Na de Franse revolutie werden de gehuchten La Cavée en Vauparfonds bij het dorp Luisant gevoegd om de gemeente te vormen.
Luisant groeide als voorstad van Chartres. Luisant had een halte op de tramlijn tussen Chartres en Bonneval. De tramsporen werden opgebroken in 1935 en de tram werd vervangen door een bus. In 1912 al kreeg de gemeente stromend water.